# Villorsonnens
Villorsonnens é uma comuna da Suíça, no Cantão Friburgo, com cerca de 1.150 habitantes. Estende-se por uma área de 15,50 km², de densidade populacional de 74 hab/km². Confina com as seguintes comunas: Autigny, Chénens, La Folliaz, Le Châtelard, Le Glèbe, Massonnens, Sorens, Villaz-Saint-Pierre.
A língua oficial nesta comuna é o Francês.